# كأس السوبر الأوروبي 2016
كأس السوبر الأوروبي 2016 هي النسخة الحادية والأربعين من كأس السوبر الأوروبي، وهي مباراة كرة قدم سنوية ينظمها الاتحاد الأوروبي لكرة القدم وتجمع بين حاملي لقب بطولتي الأندية الأوروبية الرئيسيتين: دوري أبطال أوروبا و‌دوري أوروبا. أقيمت المباراة بين نادي ريال مدريد الفائز بدوري أبطال أوروبا 2015–16 ونادي إشبيلية الفائز بدوري أوروبا 2015–16. على ملعب لاركندال في تروندهايم، النرويج، في 9 أغسطس 2016.، وأنتهت المبارة بفوز ريال مدريد بنتيجة 3-2 بعد وقت إضافي.

## عن الفريقين

### ريال مدريد
| تاريخ ريال مدريد في نهائيات كأس السوبر الأوروبي | تاريخ ريال مدريد في نهائيات كأس السوبر الأوروبي | تاريخ ريال مدريد في نهائيات كأس السوبر الأوروبي | تاريخ ريال مدريد في نهائيات كأس السوبر الأوروبي | تاريخ ريال مدريد في نهائيات كأس السوبر الأوروبي | تاريخ ريال مدريد في نهائيات كأس السوبر الأوروبي |
| المركز                                          | النسخة                                          | الخصم                                           | النتيجة                                         | الموقع                                          | الحضور                                          |
| ----------------------------------------------- | ----------------------------------------------- | ----------------------------------------------- | ----------------------------------------------- | ----------------------------------------------- | ----------------------------------------------- |
|                                                 | 1998                                            | تشيلسي                                          | 1–0                                             | ملعب لويس الثاني، موناكو                        | 11,589                                          |
|                                                 | 2000                                            | غلطة سراي                                       | 2–1                                             | ملعب لويس الثاني، موناكو                        | 15,000                                          |
|                                                 | 2002                                            | فاينورد                                         | 1–3                                             | ملعب لويس الثاني، موناكو                        | 18,284                                          |
|                                                 | 2014                                            | إشبيلية                                         | 0–2                                             | ملعب كارديف سيتي، كارديف                        | 30,854                                          |

### إشبيلية
| تاريخ إشبيلية في نهائيات كأس السوبر الأوروبي | تاريخ إشبيلية في نهائيات كأس السوبر الأوروبي | تاريخ إشبيلية في نهائيات كأس السوبر الأوروبي | تاريخ إشبيلية في نهائيات كأس السوبر الأوروبي | تاريخ إشبيلية في نهائيات كأس السوبر الأوروبي | تاريخ إشبيلية في نهائيات كأس السوبر الأوروبي |
| المركز                                       | النسخة                                       | الخصم                                        | النتيجة                                      | الموقع                                       | الحضور                                       |
| -------------------------------------------- | -------------------------------------------- | -------------------------------------------- | -------------------------------------------- | -------------------------------------------- | -------------------------------------------- |
|                                              | 2006                                         | برشلونة                                      | 0–3                                          | ملعب لويس الثاني، موناكو                     | 17,480                                       |
|                                              | 2007                                         | ميلان                                        | 3–1                                          | ملعب لويس الثاني، موناكو                     | 17,882                                       |
|                                              | 2014                                         | ريال مدريد                                   | 2–0                                          | ملعب كارديف سيتي، كارديف                     | 30,854                                       |
|                                              | 2015                                         | برشلونة                                      | 5–4                                          | ملعب بوريس بايتشادزه، تبليسي                 | 51,940                                       |

## الملعب
أعلن ملعب لاركندال كملعب للسوبر في اجتماع لللجنة التنفيذية لليويفا في نيون، بسويسرا، في 18 سبتمبر 2014. ليكون هذا أول نهائي لليويفا استضافته النرويج.
إفتتح ملعب لاركندال كملعب متعدد الأغراض في 10 أغسطس 1947 كملعب رئيسي لكرة القدم وألعاب القوى في تروندهايم، وهو الملعب الرئيسي لنادي روزنبورغ. يتسع الملعب لٱستيعاب 21,166 متفرج، ما يجعله ثاني أكبر ملعب لكرة القدم في النرويج.

## الحكم
ميلوراد ماجيتش ((بالإنجليزية: Milorad Mažić)‏، سيريلية صربية: Милорад Мажић مواليد 23 مارس 1973) حكم دولي صربي، أصبح حكما لدى الفيفا في عام 2009.
ماجيتش حكم عدة مباريات بدوري أبطال أوروبا ودوري أوروبا، بالإضافة إلى كأس العالم لكرة القدم 2014 وبطولة أمم أوروبا لكرة القدم 2016.

## المباراة

### التفاصيل
| ريال مدريد                                | 3–2 (ب.و.إ.) | إشبيلية                              |
| ----------------------------------------- | ------------ | ------------------------------------ |
| أسينسيو 21' · راموس 3+90' · كارفاخال 119' | تقرير        | فازكيز 41' · كونوبليانكا 72' (ركلة.) |

| ريال مدريد | إشبيلية |

| GK              | 13 | كيكو كاسيا       |     |     |
| RB              | 2  | داني كارفاخال    | 84' |     |
| CB              | 5  | رافاييل فاران    |     |     |
| CB              | 4  | سيرخيو راموس (ك) |     |     |
| LB              | 12 | مارسيلو          |     |     |
| CM              | 16 | ماتيو كوفاتشيتش  |     | 73' |
| CM              | 14 | كاسيميرو         |     |     |
| CM              | 22 | إيسكو            |     | 66' |
| RF              | 17 | لوكاس فاسكيز     |     |     |
| CF              | 21 | ألفارو موراتا    |     | 62' |
| LF              | 28 | ماركو أسينسيو    | 86' |     |
| البدلاء:        |    |                  |     |     |
| GK              | 31 | روبن يانيز       |     |     |
| DF              | 6  | ناتشو            |     |     |
| DF              | 23 | دانيلو           |     |     |
| MF              | 10 | خاميس رودريغيز   | 93' | 73' |
| MF              | 19 | لوكا مودريتش     |     | 66' |
| MF              | 27 | ماركوس لورينتي   |     |     |
| FW              | 9  | كريم بنزيما      |     | 62' |
| المدرب:         |    |                  |     |     |
| زين الدين زيدان |    |                  |     |     |

| GK             | 1  | سيرخيو ريكو        |         |     |
| CB             | 21 | نيكولاس باريخا     |         |     |
| CB             | 6  | دانييل كاريكو      |         | 51' |
| CB             | 5  | تيموثي كولودزيتشاك | 90' 93' |     |
| DM             | 8  | فيسنتي إيبورا (ك)  |         | 74' |
| RM             | 14 | هيروشي كييوتاكه    |         |     |
| LM             | 22 | فرانكو فازكيز      |         |     |
| RW             | 25 | ماريانو            |         |     |
| AM             | 15 | ستيفن نزونزي       |         |     |
| LW             | 20 | فيتولو             | 39'     |     |
| CF             | 9  | لوسيانو فييتو      |         | 67' |
| البدلاء:       |    |                    |         |     |
| GK             | 13 | دافيد سوريا        |         |     |
| DF             | 18 | سرخيو إسكوديرو     |         |     |
| DF             | 23 | عادل رامي          |         | 51' |
| MF             | 4  | ماتياس كرانفايتر   |         | 74' |
| MF             | 10 | يفهين كونوبليانكا  |         | 67' |
| MF             | 17 | بابلو سارابيا      |         |     |
| FW             | 12 | وسام بن يدر        |         |     |
| المدرب:        |    |                    |         |     |
| خورخي سامباولي |    |                    |         |     |

| رجل المباراة: سيرخيو راموس (ريال مدريد) حكام مساعدون: ميلوفان ريستيتش (صربيا) داليبور دورديفيتش (صربيا) الحكم الرابع: سيمون مارتسينياك (بولندا) حكام خط المرمى دانيلو غروجيتش (صربيا) نيناد دوكيتش (صربيا) حكم مساعد إضافي: توماسز ليستكيويسز (بولندا) | قوانين المباراة - 90 دقيقة. - 30 دقيقة كوقت إضافي إذا لزم الأمر. - ركلات ترجيح إذا استمرت النتيجة متعادلة. - سبعة بدائل مسماة. - ثلاثة تبديلات كحد أقصى. |

### إحصائيات
| الإحصائية           | ريال مدريد | إشبيلية |
| ------------------- | ---------- | ------- |
| الأهداف المسجلة     | 1          | 1       |
| مجموع التسديدات     | 4          | 3       |
| تسديدات مركزة       | 3          | 2       |
| الحفاظ              | 1          | 2       |
| الإستحواد على الكرة | 36%        | 64%     |
| الركنيات            | 2          | 1       |
| الأخطاء             | 5          | 10      |
| التسللات            | 3          | 0       |
| البطاقات الصفراء    | 0          | 1       |
| البطاقات الحمراء    | 0          | 0       |

| الإحصائية           | ريال مدريد | إشبيلية |
| ------------------- | ---------- | ------- |
| الأهداف المسجلة     | 1          | 1       |
| مجموع التسديدات     | 8          | 2       |
| تسديدات مركزة       | 3          | 1       |
| الحفاظ              | 0          | 2       |
| الإستحواد على الكرة | 42%        | 58%     |
| الركنيات            | 6          | 1       |
| الأخطاء             | 9          | 5       |
| التسللات            | 2          | 1       |
| البطاقات الصفراء    | 2          | 1       |
| البطاقات الحمراء    | 0          | 0       |

| الإحصائية           | ريال مدريد | إشبيلية |
| ------------------- | ---------- | ------- |
| الأهداف المسجلة     | 1          | 0       |
| مجموع التسديدات     | 10         | 2       |
| تسديدات مركزة       | 7          | 0       |
| الحفاظ              | 0          | 6       |
| الإستحواد على الكرة | 50%        | 50%     |
| الركنيات            | 2          | 1       |
| الأخطاء             | 5          | 6       |
| التسللات            | 0          | 0       |
| البطاقات الصفراء    | 1          | 1       |
| البطاقات الحمراء    | 0          | 1       |

| الإحصائية           | ريال مدريد | إشبيلية |
| ------------------- | ---------- | ------- |
| الأهداف المسجلة     | 3          | 2       |
| مجموع التسديدات     | 22         | 7       |
| تسديدات مركزة       | 13         | 3       |
| الحفاظ              | 1          | 10      |
| الإستحواد على الكرة | 42%        | 58%     |
| الركنيات            | 10         | 3       |
| الأخطاء             | 19         | 21      |
| التسللات            | 5          | 1       |
| البطاقات الصفراء    | 3          | 3       |
| البطاقات الحمراء    | 0          | 1       |

## راوبط خارجية
- كأس السوبر الأوروبي (الموقع الرسمي)
- كأس السوبر الأوروبي 2016، UEFA.com